# Barra Dourada
Barra Dourada é um distrito do município brasileiro de Neves Paulista, que integra a Região Metropolitana de São José do Rio Preto, no interior do estado de São Paulo

## História

### Origem
O distrito tem origem no povoado de Barra Dourada, fundado no município de Rio Preto. O povoado teve um relativo progresso na década de 20, época em que foi elevado à distrito, possuindo vários estabelecimentos comerciais como máquina de beneficiar arroz e café, açougue, escolas estadual e particular, sapataria, barbearia, serraria e até um cinema, de propriedade de Alfredo Rachid Sayeg.
Na época havia a Fazenda Mata dos Pintos, que era a maior e mais povoada, além de muitos outros sítios, que movimentavam o comércio local.

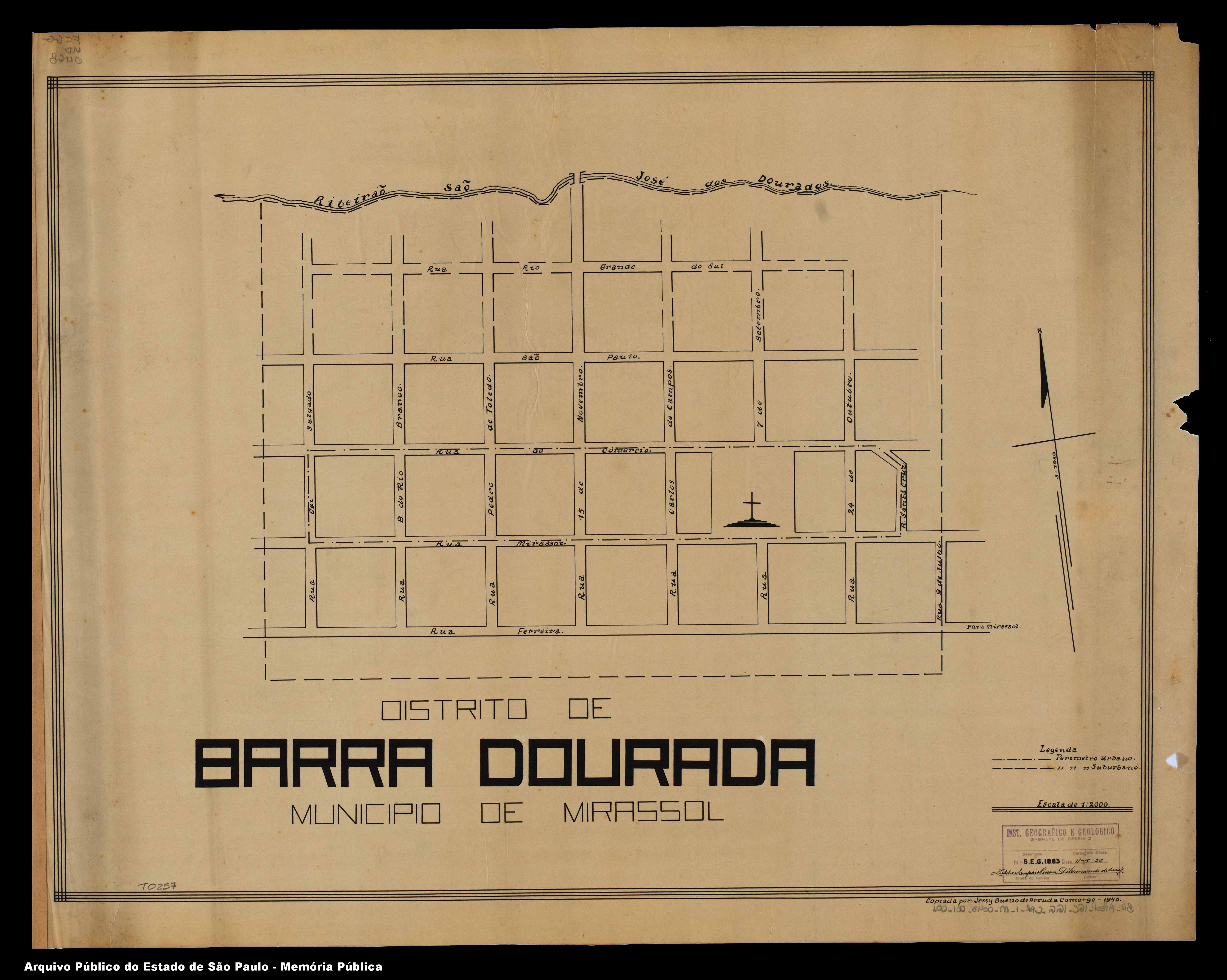
Planta da área urbana original.

### Formação administrativa
- Distrito policial de Barra Dourada criado em 20/02/1923 no município de Rio Preto.[4]
- Lei nº 2.007 de 23/12/1924 - transfere o distrito policial para o município de Mirassol.[5]
- Lei nº 2.086 de 18/12/1925 - cria o distrito, com sede no distrito policial.[6][7]
- Decreto-Lei n° 14.334 de 30/11/1944 - Transfere o distrito para o município de Iboti (atual Neves Paulista).[8]

## Geografia

### Demografia

#### População urbana
| Crescimento população urbana | Crescimento população urbana | Crescimento população urbana | Crescimento população urbana |
| Censo                        | Pop.                         |                              | %±                           |
| ---------------------------- | ---------------------------- | ---------------------------- | ---------------------------- |
| 1934                         | 333                          |                              |                              |
| 1940                         | 264                          |                              | −20,7%                       |
| 1950                         | 104                          |                              | −60,6%                       |
| 1960                         | 88                           |                              | −15,4%                       |
| 1970                         | 100                          |                              | 13,6%                        |
| 1980                         | 94                           |                              | −6,0%                        |
| 1991                         | 114                          |                              | 21,3%                        |
| 2000                         | 120                          |                              | 5,3%                         |
| 2010                         | 101                          |                              | −15,8%                       |
| 2022                         | 75                           |                              | −25,7%                       |
| Fonte: IBGE e Fundação SEADE |                              |                              |                              |

#### População total
Pelo Censo 2010 (IBGE) a população total do distrito era de 441 habitantes.

### Área territorial
A área territorial do distrito é de 68,521 km².

### Rodovias

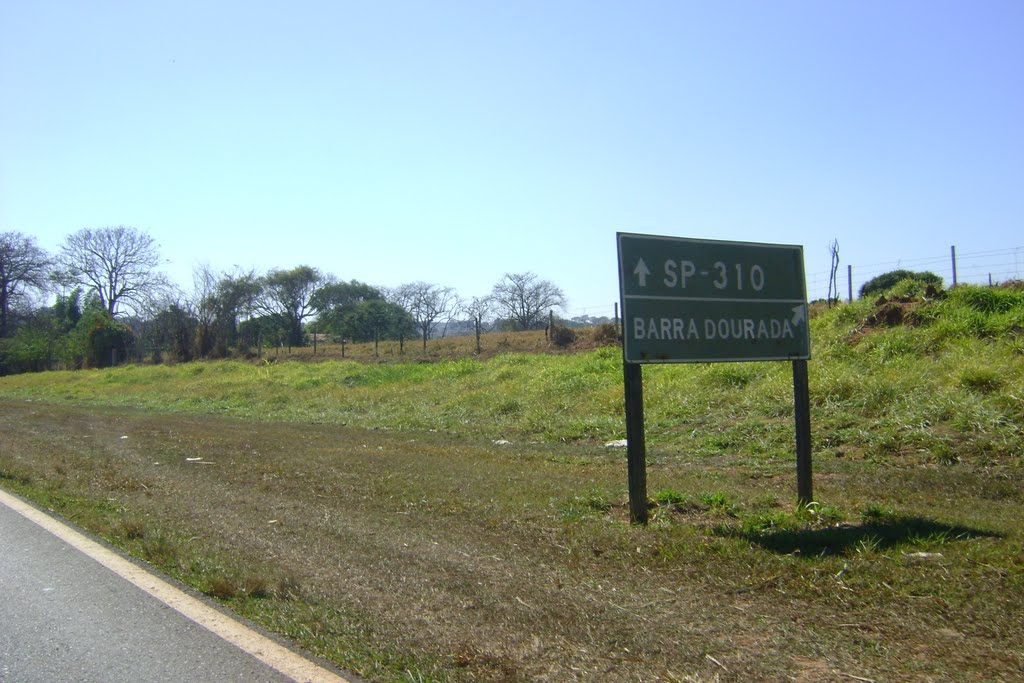
Acesso principal do distrito.

Possui acesso à Neves Paulista e à Rodovia Feliciano Salles da Cunha (SP-310) através da estrada SPA 463/310.

### Hidrografia
O distrito localiza-se às margens do Rio São José dos Dourados.

## Serviços públicos

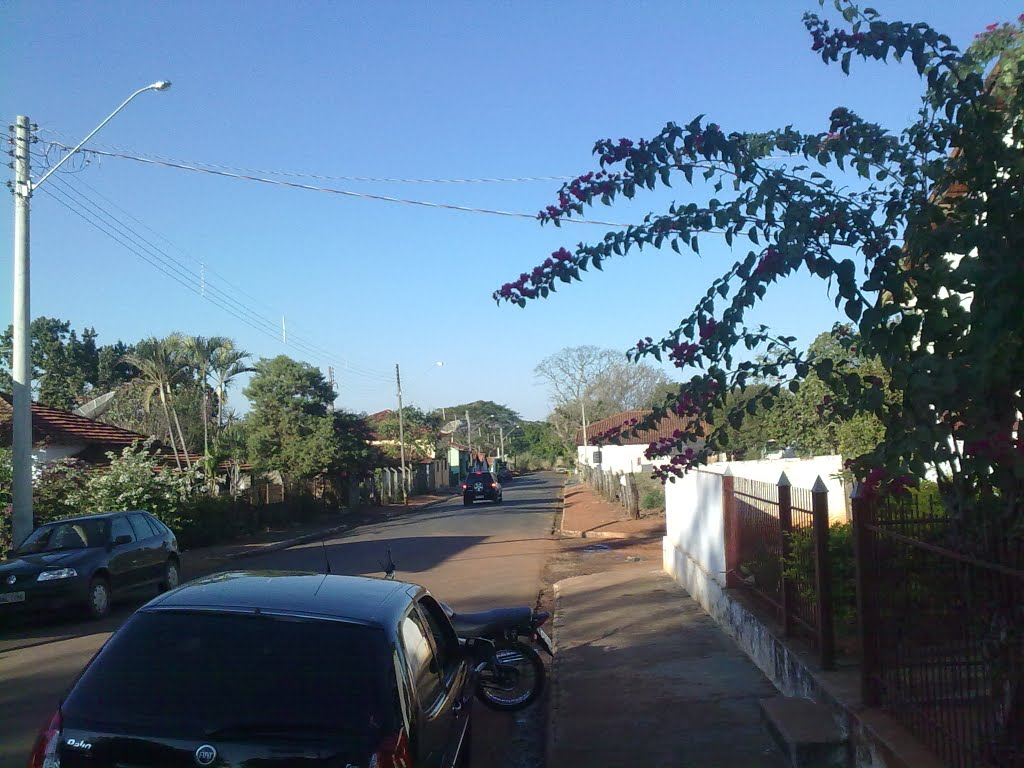
Aspecto local.

### Registro civil
Atualmente é feito no próprio distrito, pois o Cartório de Registro Civil das Pessoas Naturais ainda continua ativo. Os primeiros registros dos eventos vitais realizados neste cartório são:
- Nascimento: 25/09/1926
- Casamento: 06/10/1926
- Óbito: 22/09/1926

### Saneamento
O serviço de abastecimento de água é feito pela Prefeitura Municipal de Neves Paulista.

### Energia
A responsável pelo abastecimento de energia elétrica é a CPFL Paulista, distribuidora do grupo CPFL Energia.

## Religião

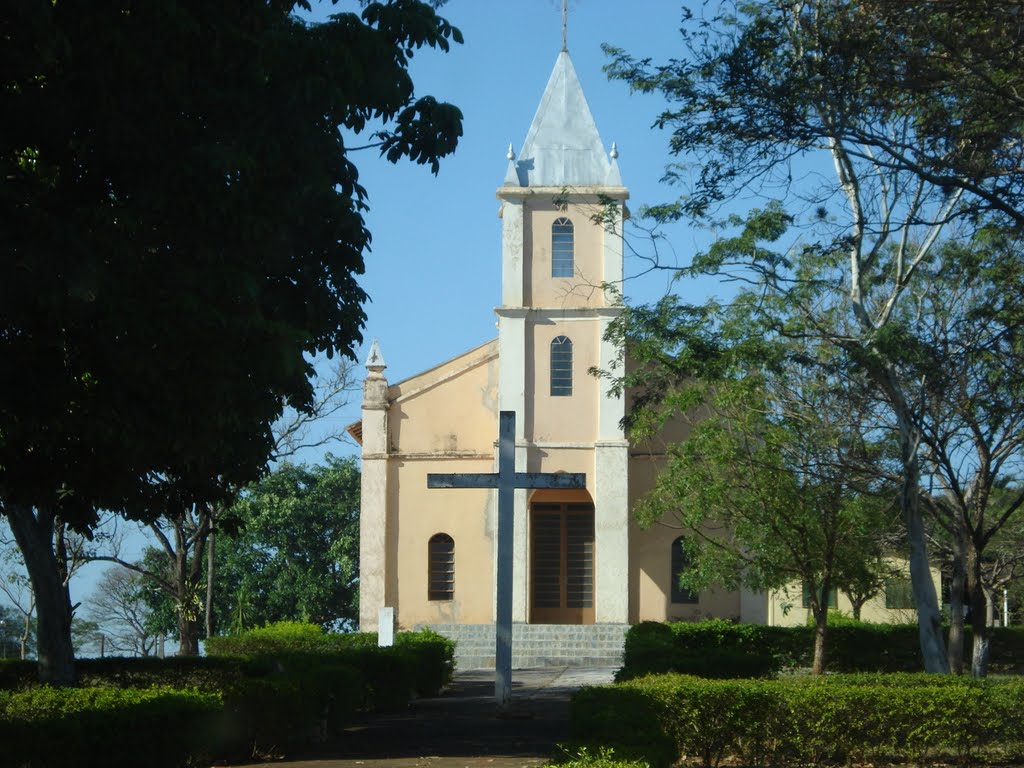
Igreja.

O Cristianismo se faz presente no distrito da seguinte forma:

### Igreja Católica
- A igreja faz parte da Diocese de São José do Rio Preto[20].